# Amegilla cincta
Amegilla cincta är en biart som först beskrevs av Fabricius 1781.  Amegilla cincta ingår i släktet Amegilla och familjen långtungebin. Inga underarter finns listade i Catalogue of Life.